# C“LR”OWN
『C“LR”OWN』（クラウン）は、豊永利行の1枚目のミニアルバム。2016年6月1日にアニプレックスから発売された。

## 概要
表題曲「C“LR”OWN」はデュラララ!!×2 結 外伝!? 第19.5話「デュフフフ!!」EDテーマ。

## 収録曲

### Disc1
（全作詞・作曲：T.Toyonaga）
1. C“LR”OWN [3:36]
編曲：家原正樹
2. Reason... [3:45]
編曲：家原正樹、Chorus＆Clap：DOLLARS
3. Valentine season [5:24]
編曲：山下洋介
4. メッセージ [5:35]
編曲：山下洋介
5. Day you laugh –latin style- [3:44]
編曲：山下洋介
6. 僕の☆☆計画 [4:24]
編曲：陶山隼、Chorus：SHOGO YANO・SHINYA HASEGAWA・MIYUKI SAIGO・RISA YAMASHIROYA

### Disc2
1st LIVE「Today you laugh」収録DVD（全18曲／収録時間104分）